# Another Life (serie televisiva)
Another Life è una serie televisiva statunitense creata e prodotta da Aaron Martin.
La prima stagione, composta da 10 episodi, è stata distribuita da Netflix il 25 luglio 2019, in tutti i territori in cui il servizio è disponibile. In ottobre del 2019, la serie è stata rinnovata per la seconda stagione di 10 episodi. La seconda stagione è disponibile su Netflix dal 14 ottobre 2021
A Febbraio 2022 viene ufficialmente cancellata da Netflix.

## Trama
Dopo che un artefatto alieno giunge sulla Terra, la comandante Niko Breckinridge viene inviata in missione con l'astronave Salvare per indagarne le origini. Lo scopo è di raggiungere il pianeta madre dell'artefatto per stabilire un contatto con le forme di intelligenza aliena che hanno inviato l'oggetto e capirne le ragioni. Nel frattempo sulla Terra lo scienziato Erik Wallace (marito di Niko) e il suo team cercano il modo di comunicare con l'artefatto.

## Episodi
| Stagione         | Episodi | Pubblicazione Stati Uniti | Pubblicazione Italia |
| ---------------- | ------- | ------------------------- | -------------------- |
| Prima stagione   | 10      | 2019                      | 2019                 |
| Seconda stagione | 10      | 2021                      | 2021                 |

## Luoghi delle riprese
Le riprese della prima stagione si sono svolte a Vancouver, nella Columbia Britannica, dal 20 agosto al 20 novembre 2018.

## Personaggi e interpreti

### Principali
- Niko Breckinridge (stagioni 1-2), interpretata da Katee Sackhoff, doppiata da Sabrina Duranti.
- Erik Wallace (stagioni 1-2), interpretato da Justin Chatwin, doppiata Paolo Vivio.
- Harper Glass (stagione 1), interpretata da Selma Blair, doppiata da Rossella Acerbo.
- William (stagioni 1-2), interpretato da Samuel Anderson, doppiata da Jacopo Venturiero.
- Cas Isakovic (stagioni 1-2), interpretato da Elizabeth Faith Ludlow, doppiata da Joy Saltarelli.
- Bernie Martinez (stagioni 1-2), interpretato da A.J. Rivera, doppiato da Emanuele Durante.
- Zayn Petrossian (stagioni 1-2) interpretato da JayR Tinaco, doppiato da Leonardo Graziano.
- Javier Almanzar (stagione 1, ricorrente 2) interpretato da Alexander Eling.
- August Catawnee (stagione 1, guest 2), interpretata da Blu Hunt, doppiata da Elisa Angeli.
- Oliver Sokolov (stagione 1, guest 2) interpretato da Alex Ozerov, doppiato da Alessio Puccio.
- Sasha Harrison (stagione 1), interpretato da Jake Abel, doppiato da Gabriele Vender.
- Michelle Vargas (stagione 1), interpretato da Jessica Camacho, doppiata da Perla Liberatori.
- Iara (stagione 2, guest 1), interpretata da Shannon Chan-Kent e Jessica Sipos, doppiata da Francesca Rinaldi e Martina Felli.
- Richard Ncube (stagione 2), interpretato da Tongayi Chirisa, doppiato da Gianfranco Miranda.
- Dillon Conner (stagione 2), interpretato da Kurt Yaeger, doppiato da Francesco Sechi.
- Seth Gage (stagione 2), interpretato da Dillon Casey.
- Jana Breckinridge-Wallace (stagioni 1-2), interpretata da Lina Renna.

### Secondari
- Nani Singh (stagioni 1-2), interpretata da Parveen Dosanjh, doppiata da Mattea Serpelloni.
- Amos Bennett (stagioni 1-2), interpretato da Alex Rose, doppiato da Daniele Di Matteo.
- Petra Smith (stagione 1), interpretata da Chanelle Peloso, doppiata da Ludovica Bebi.
- Julian Page (stagione 1), interpretato da Edward Ruttle.
- Blair Dubois (stagione 1), interpretata da Barbara Williams, doppiata da Stefanella Marrama.
- Beauchamp McCarry (stagione 1, guest 2), interpretato da Greg Hovanessian, doppiato da Luca Mannocci.
- Anthony Isakovic (stagione 2), interpretato da Jarod Joseph, doppiato da Marco Bassetti.
- Paula Carbone (stagione 2), interpretata da Carlena Britch.
- Annette Mackenzie (stagione 2), interpretata da Catherine Lough Haggquist.

### Guest star
- Ian Yerxa (stagione 1), interpretato da Tyler Hoechlin, doppiato da Riccardo Scarafoni.
- James Hudson (stagione 1), interpretato da Louis Ozawa Changchien, doppiato da Stefano Alessandroni.
- Gabriel (stagione 2), interpretato da Allan Hawco, doppiato da Marco Vivio.
- Ursula Monroe (stagione 2), interpretata da Rekha Sharma, doppiata da Monica Ward.
- Ava Breckinridge (stagione 2), interpretata da Kate Vernon, doppiata da Laura Boccanera.

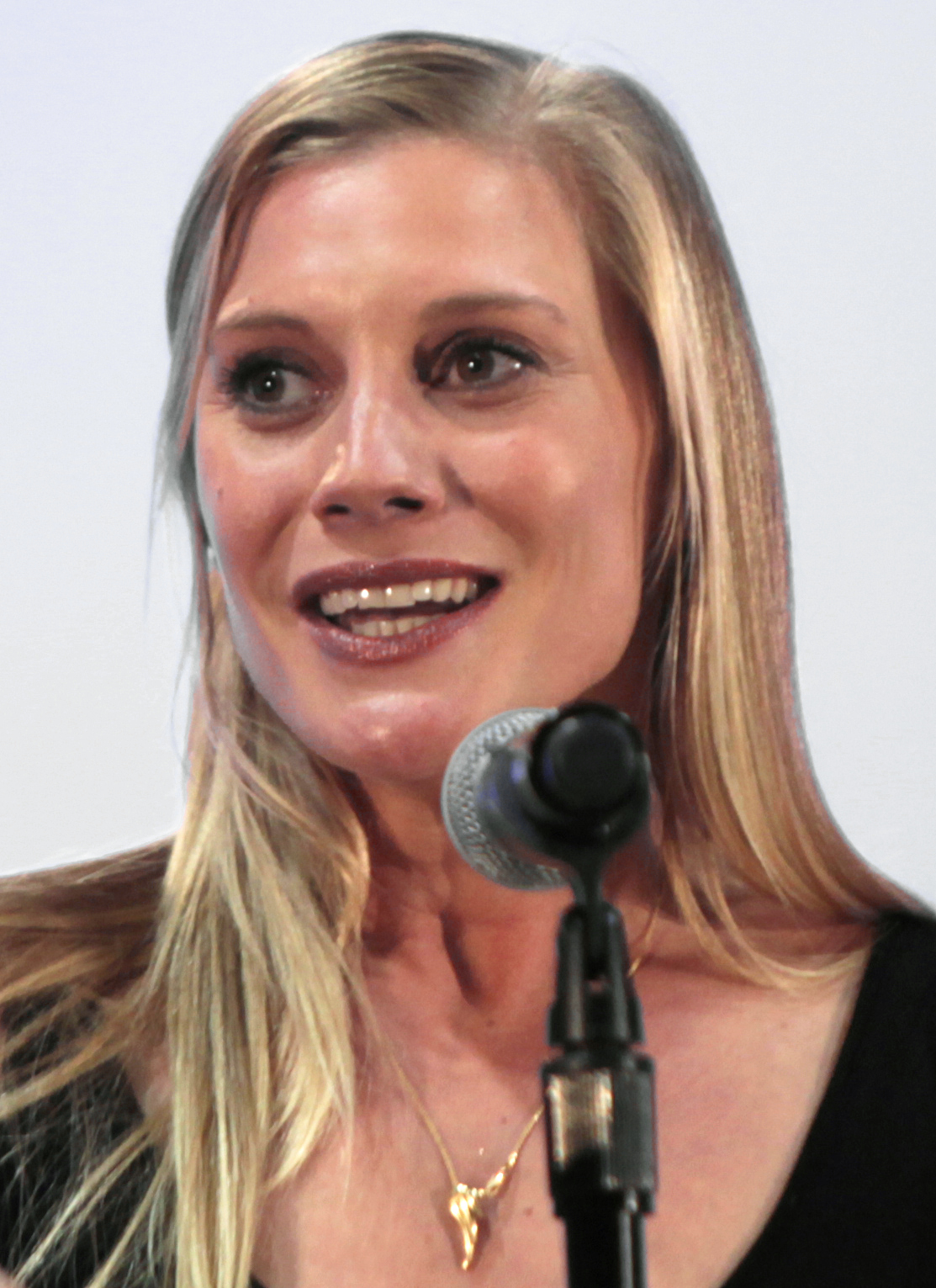
Katee Sackhoff interpreta Niko Breckinridge
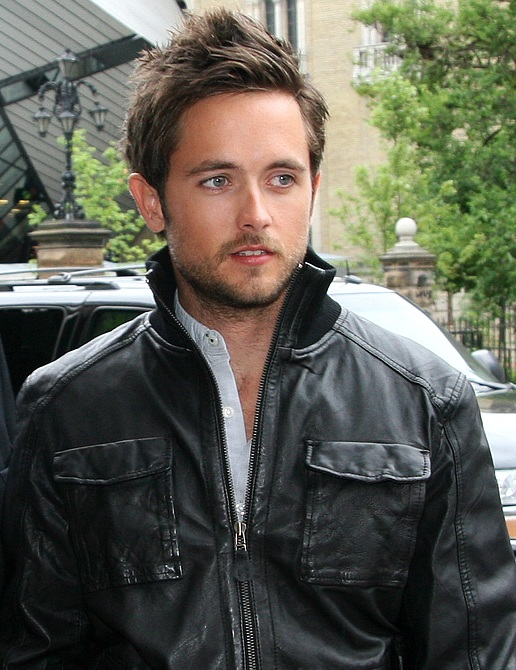
Justin Chatwin interpreta Erik Wallace
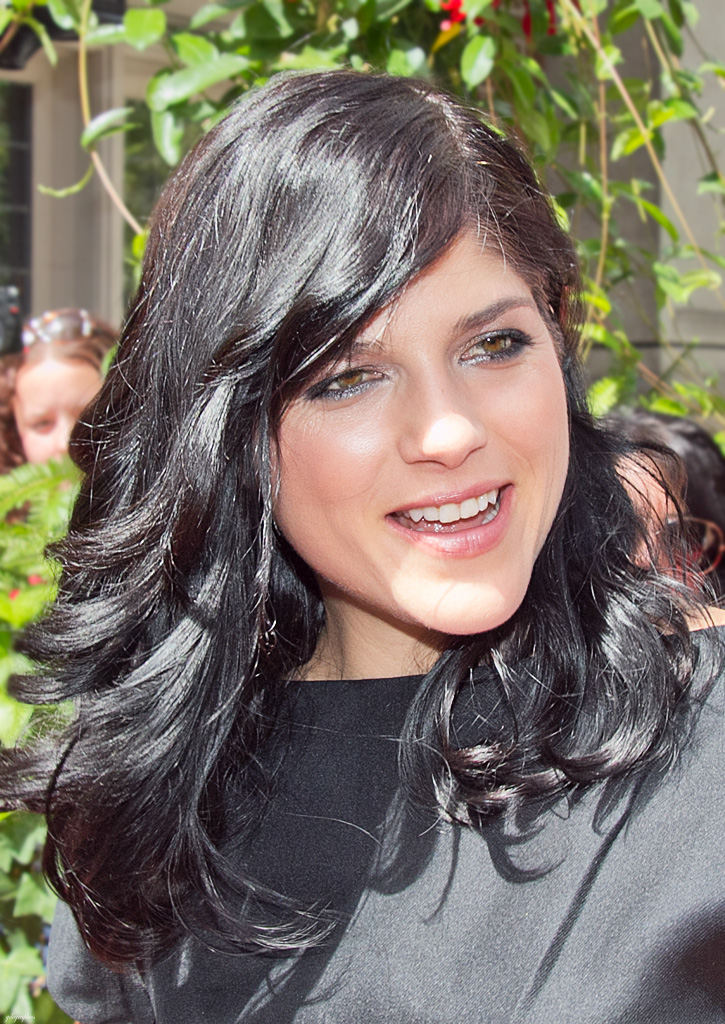
Selma Blair interpreta Harper Glass
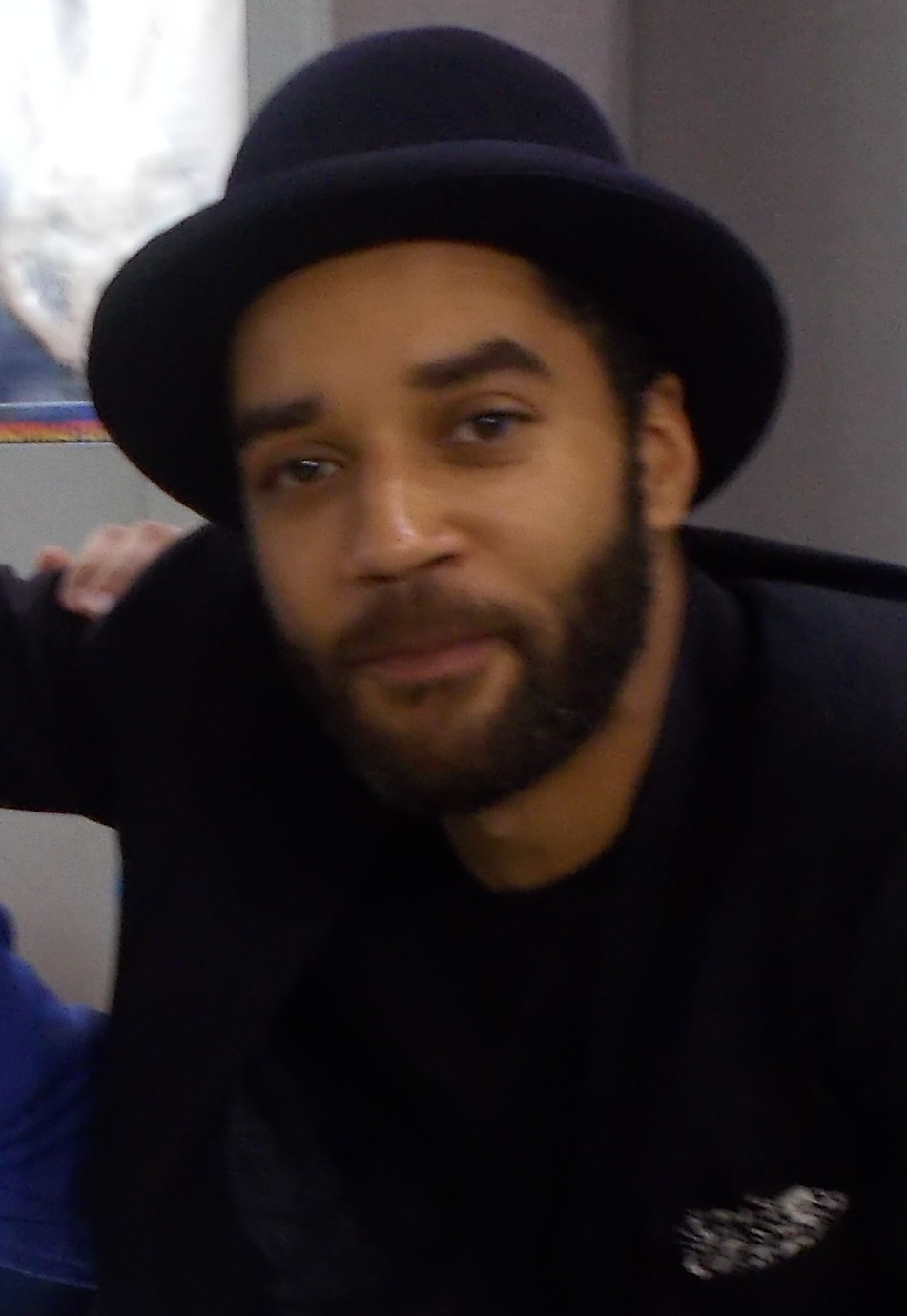
Samuel Anderson interpreta William
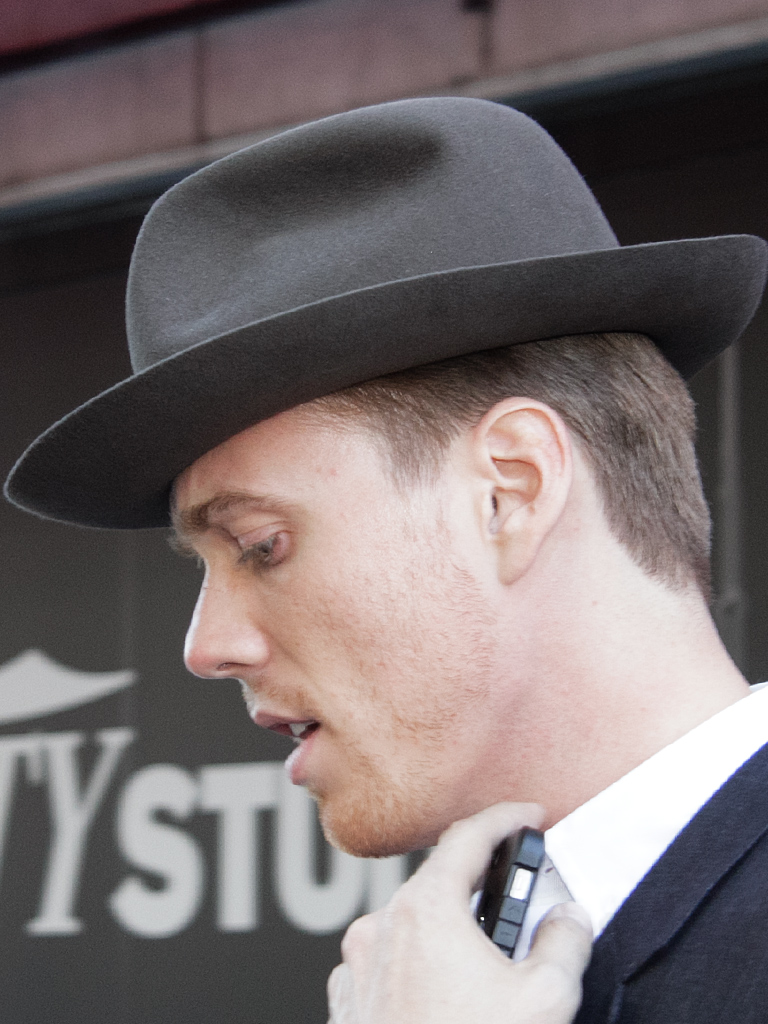
Jake Abel interpreta Sasha Harrison
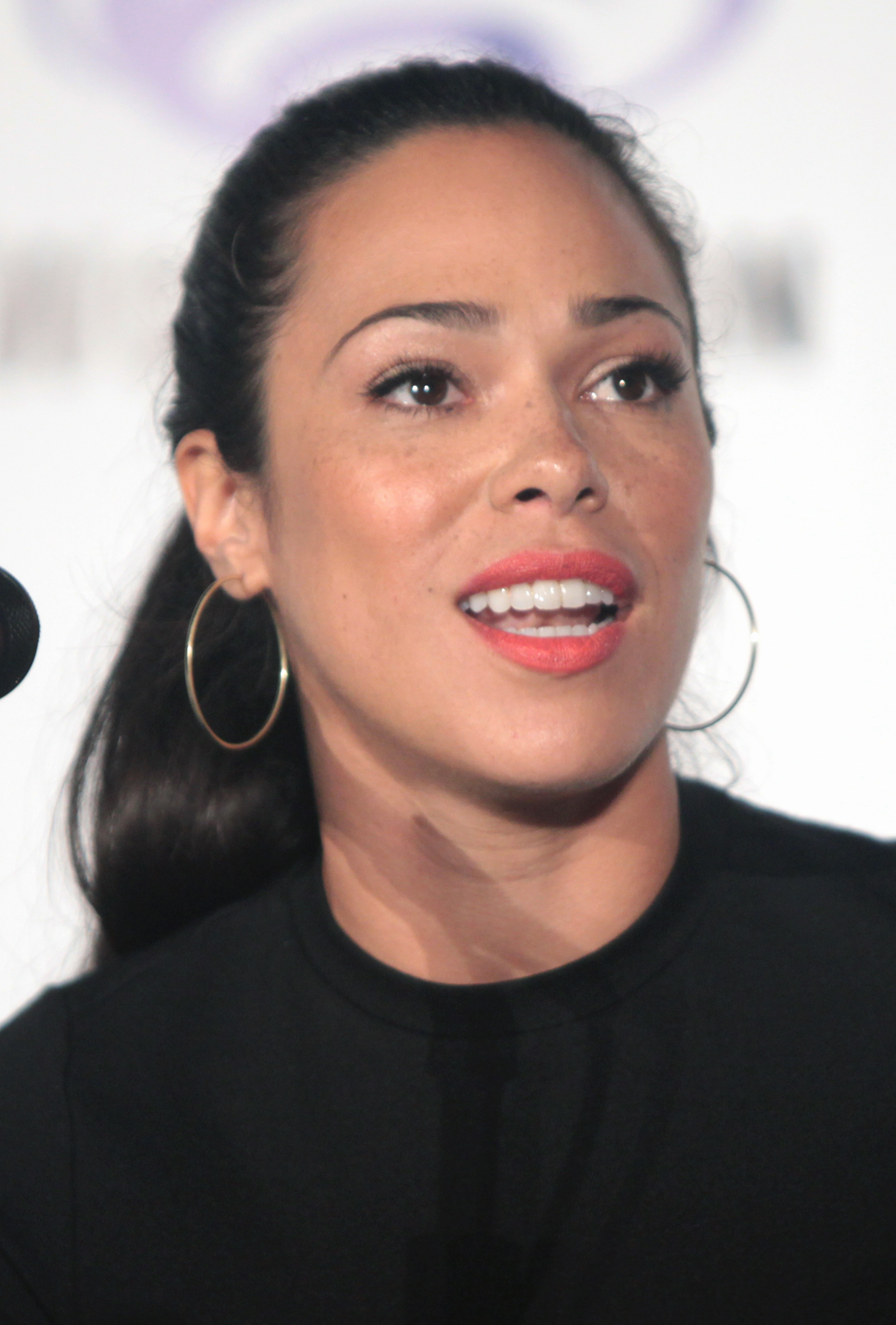
Jessica Camacho interpreta Michelle Vargas
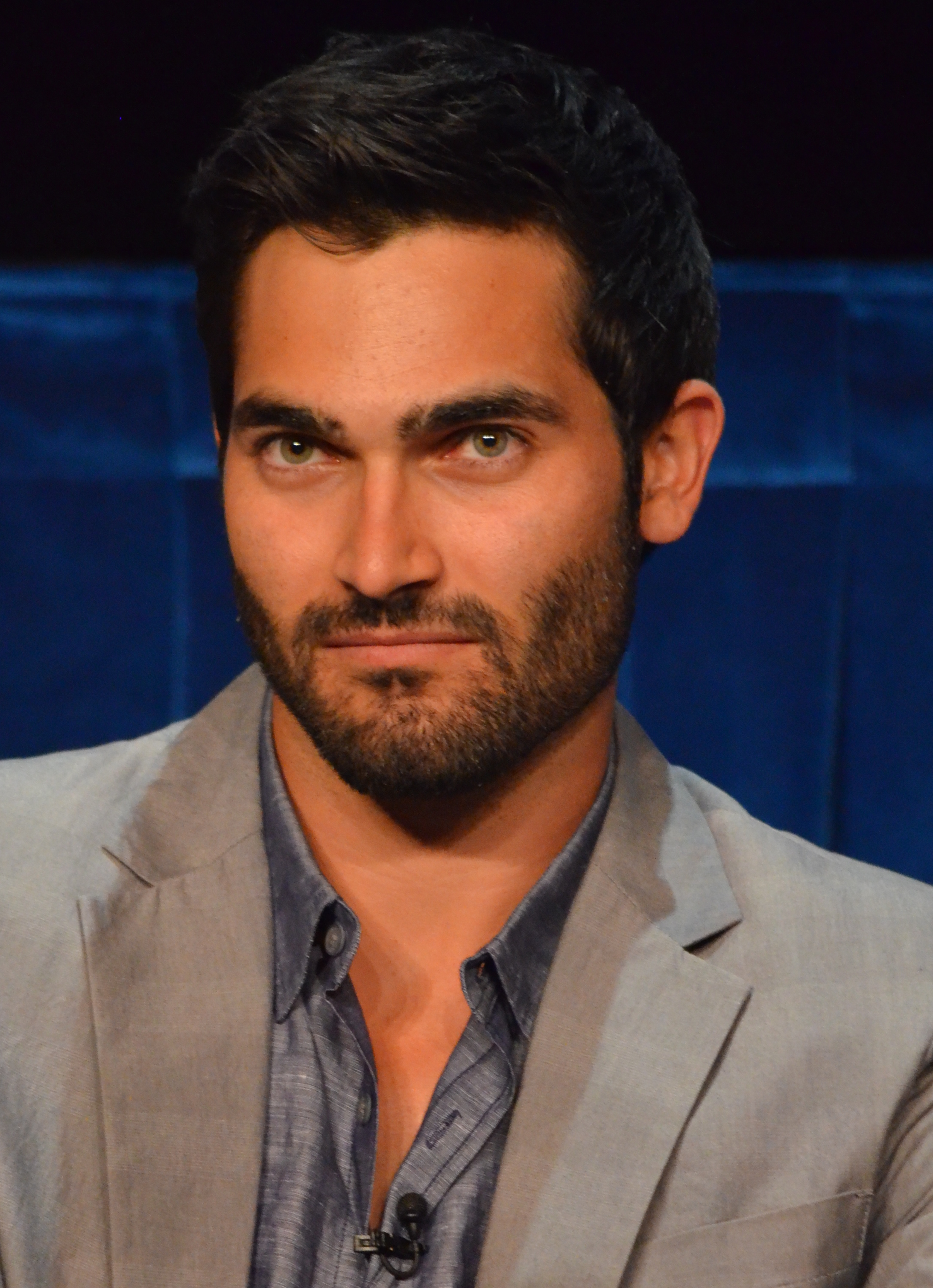
Tyler Hoechlin interpreta Ian Yerxa
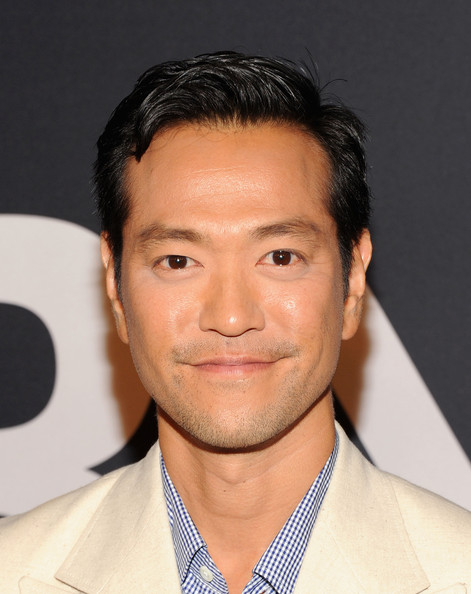
Louis Ozawa Changchien interpreta James Hudson
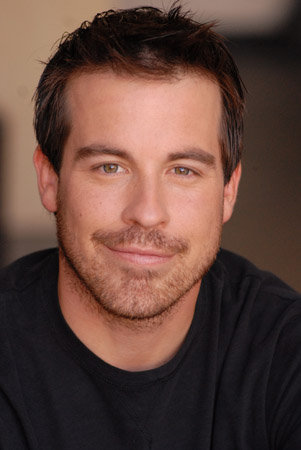
Kurt Yaeger interpreta Dillon Conner
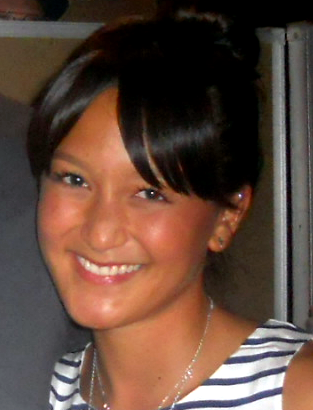
Shannon Chan-Kent interpreta Iara
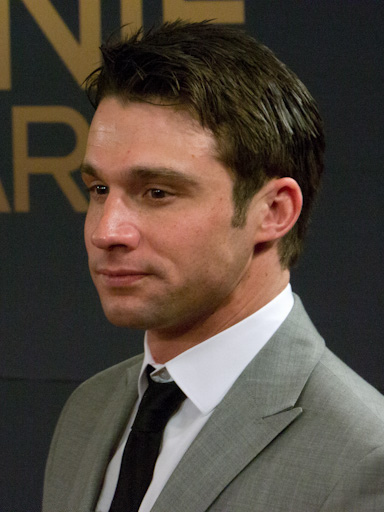
Dillon Casey interpreta Seth Gage
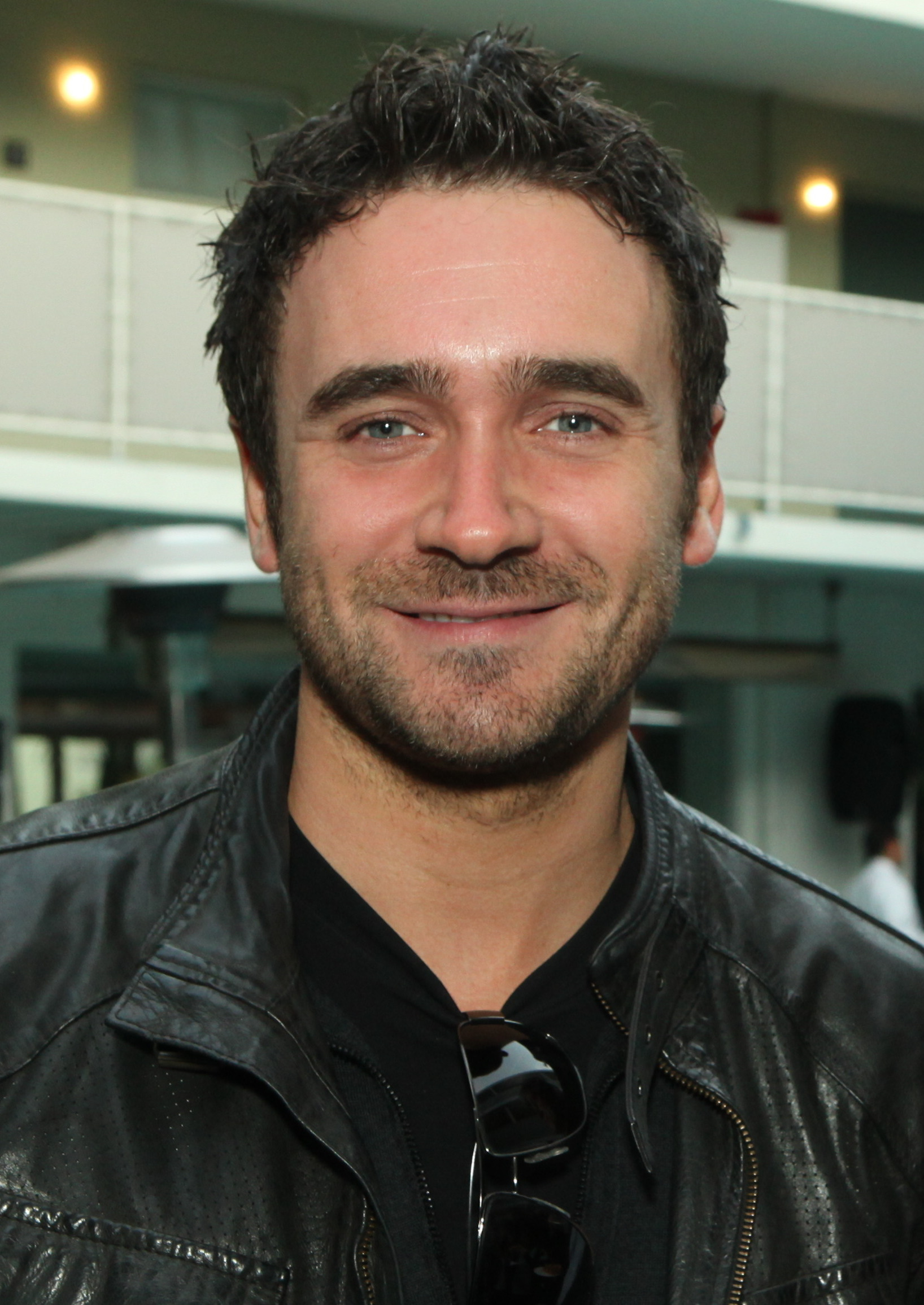
Allan Hawco interpreta Gabriel
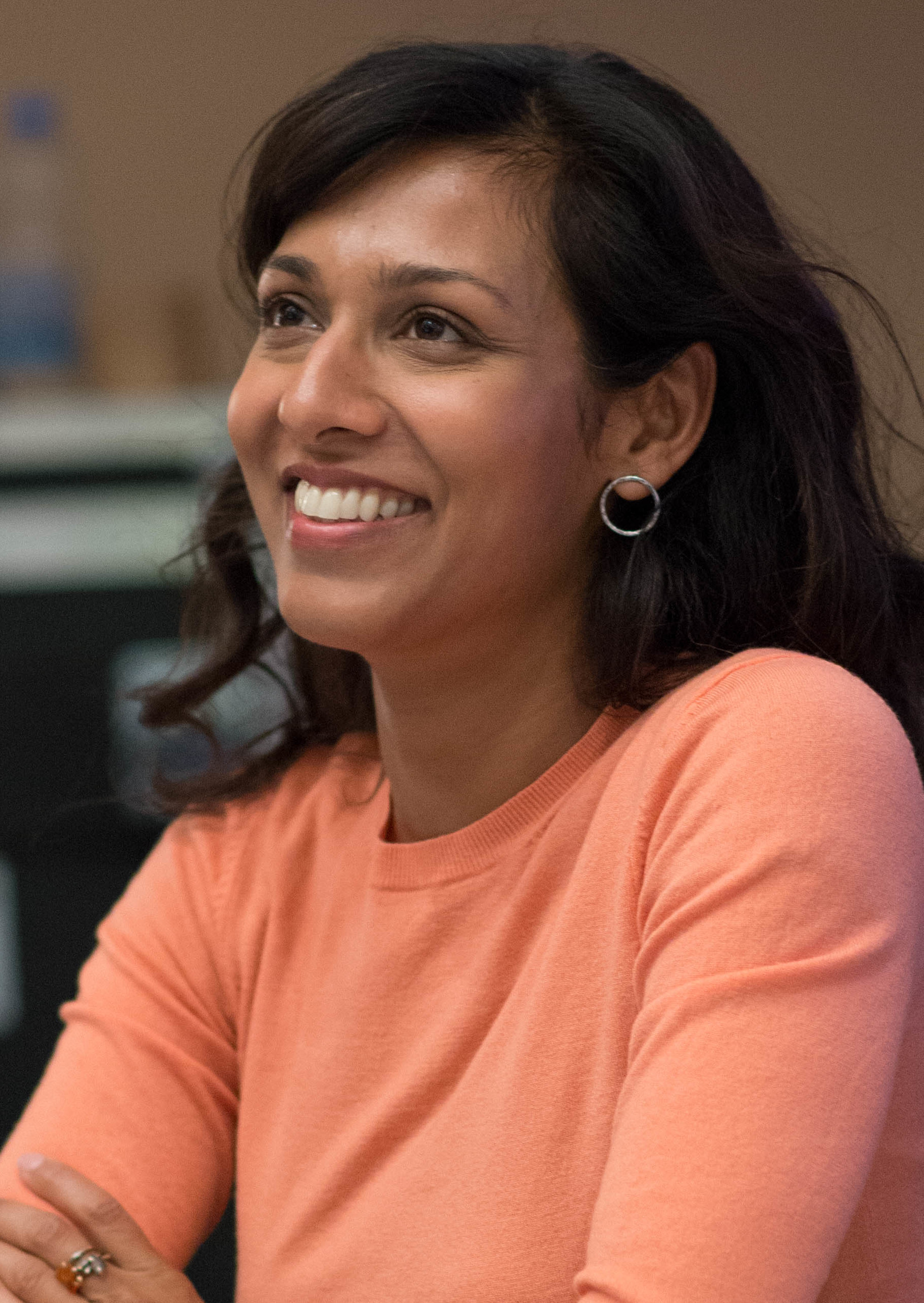
Rekha Sharma interpreta Ursula Monroe
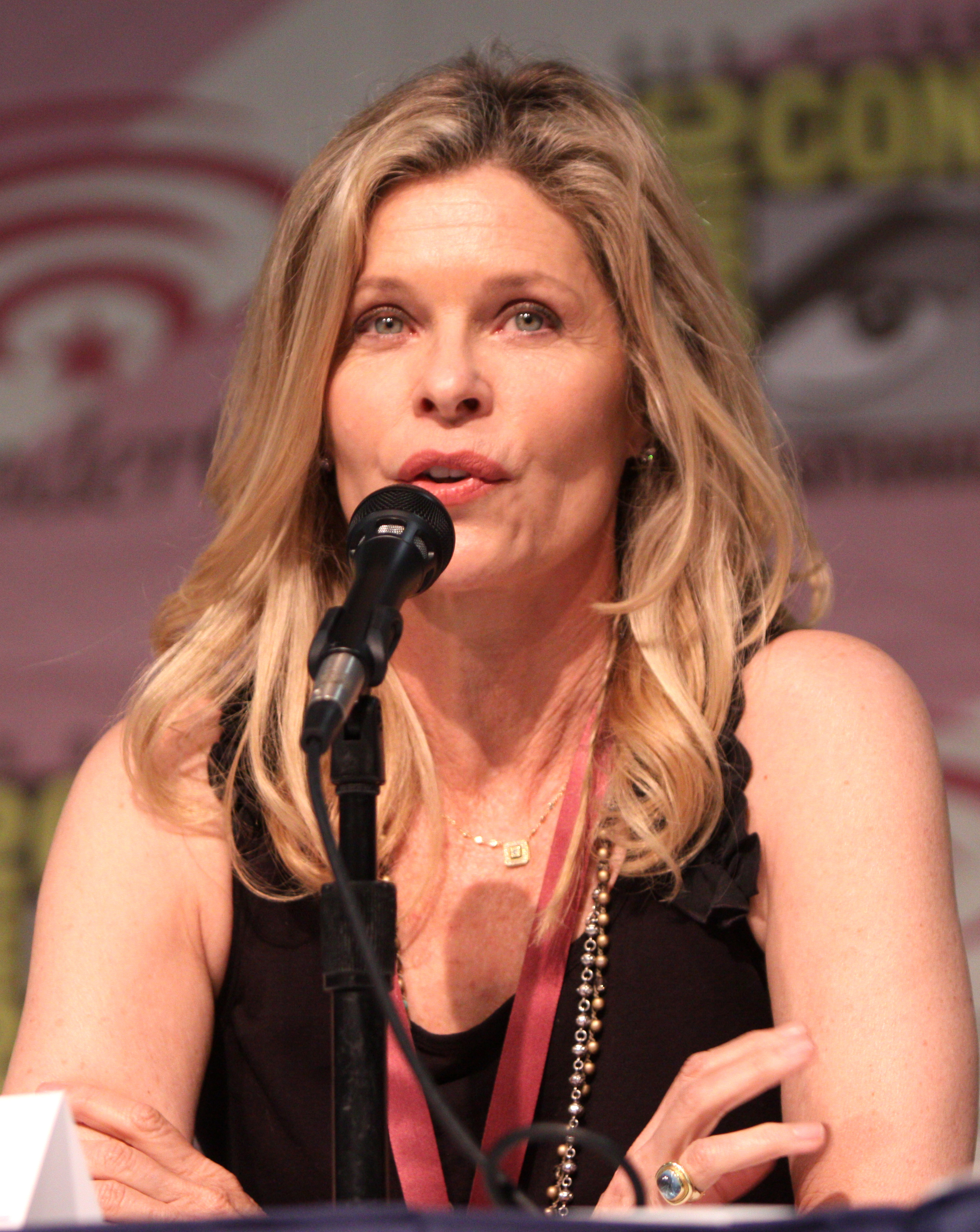
Kate Vernon interpreta Ava Breckinridge

## Accoglienza
Il sito web aggregatore di recensioni Rotten Tomatoes ha dato una valutazione di approvazione del 13% per la prima stagione, con una valutazione media di 6/10, basata su 8 recensioni.